# Anton Baron
Anton Baron (* 3. November 1987 in Dschambul, Kasachische Sozialistische Sowjetrepublik, Sowjetunion) ist ein deutscher Politiker (AfD). Er ist seit 2016 Abgeordneter seiner Partei für den Wahlkreis Hohenlohe im baden-württembergischen Landtag und seit Januar 2023 Vorsitzender der dortigen AfD-Fraktion.

## Biografie
Anton Baron wurde als Sohn russlanddeutscher Eltern in Dschambul (heute Taras) in Kasachstan geboren. Seit seinem vierten Lebensjahr wuchs er in Hohenlohe auf.
Nach der mittleren Reife und einer Ausbildung zum Verfahrensmechaniker für Kunststoff- und Kautschuktechnik studierte Baron von 2010 bis 2014 Wirtschaftsingenieurwesen und schloss das Studium als Bachelor of Engineering ab.
Baron arbeitet bei einem Künzelsauer Unternehmen als Produktmanager; wegen seiner Abgeordnetentätigkeit ruht das Beschäftigungsverhältnis.
Baron ist verheiratet und lebt in Öhringen; er ist Mitglied im dortigen Gemeinderat und im Hohenloher Kreistag.

## Politik
Anton Baron ist seit Ende 2014 Mitglied der Alternative für Deutschland. Er ist Sprecher des AfD-Kreisverbands Hohenlohe/Schwäbisch Hall.
Bei der Landtagswahl in Baden-Württemberg 2016 wurde er mit 17,1 Prozent der Stimmen im Wahlkreis Hohenlohe (Wahlkreis 21) per Zweitmandat in den Landtag von Baden-Württemberg gewählt.
Während der Spaltung der AfD-Fraktion im baden-württembergischen Landtag gehörte Baron der von Jörg Meuthen geführten Alternative für Baden-Württemberg an. Baron ist Mitglied des Kuratoriums der Landeszentrale für politische Bildung.
Bei der Landtagswahl 2021 konnte er erneut über ein Zweitmandat in den Landtag einziehen.
Baron beschreibt die politische Position seiner Partei als „konservativ im klassischen Sinne, freiheitlich, patriotisch und stolz darauf, Deutscher zu sein, stolz darauf, was vergangene Generationen erreicht und aufgebaut haben“.
Seine Uneinigkeit mit der Regierungspolitik bei der Bewältigung der „Griechenlandkrise“ und die Pläne zur Energiewende hätten ihn überzeugt, bei der AfD einzutreten.
Bis Anfang April 2022 war Anton Baron knapp fünf Jahre lang als Parlamentarischer Geschäftsführer seiner Fraktion tätig. Gegen ihn setzte sich Emil Sänze durch, der dem formell aufgelösten völkisch-nationalen „Flügel“ zugerechnet wird.
Am 10. Januar 2023 konnte sich Baron bei der Wahl zum Fraktionsvorsitz der AfD-Landtagsfraktion gegen Emil Sänze durchsetzen. Baron folgte Bernd Gögel nach. Die Wahl Barons wurde von Beobachtern als „Mäßigung“ der AfD-Landtagsfraktion gewertet.
Im August 2023 erklärte Baron in einem Interview, der thüringische AfD-Fraktionsvorsitzende Björn Höcke sei nicht rechtsextrem.

### Kommunalpolitik
Als Kommunalpolitiker gerät Baron zunehmend in Kritik. So ecke die AfD-Gruppe im Kreistag von Hohenlohe mit Anfragen oder Anträgen an. Niedernhalls Bürgermeister Achim Beck empfehle der Gruppe Nachsitzen, „um offensichtliche Defizite im kommunalen Politikmanagement zu beseitigen“, sehe allerdings auch darin eine „Zeitverschwendung“. Matthias Neth, der ehemalige Landrat des Hohenlohekreises, bitte die Gruppe immer wieder, ihre Fragen im Bundestag oder Landtag zu stellen. Der Kreistag sei für diese der falsche Ort. Im Gemeinderat der Stadt Öhringen wurde dem AfD-Politiker von einem anderen Mandatsträger vorgeworfen, grundsätzliche politische Prinzipien nicht verstanden zu haben.

### Affäre um Baron-Mitarbeiter
Baron geriet 2016 wegen der Vergangenheit seines Mitarbeiters Dietmar-Dominik Hennig in die Kritik.
Hennig war laut Stern und Südwestrundfunk Mitglied des „Cannstatter Kreises“, der vom baden-württembergischen Verfassungsschutz als rechtsextreme Vereinigung beobachtet wurde. Bereits 1994 formierte sich in Stuttgart nach einem Auftritt des österreichischen Rechtspopulisten Jörg Haider bei der örtlichen FDP ein „Cannstatter Kreis“. Der Verfassungsschutz stufte den Kreis später als „Plattform“ ein, „um sich im rechtsextremistischen Lager über alle Grenzen hinweg zusammenzuschließen“. Hennig soll außerdem Regionalsprecher der rechtsextremen „Deutschland-Bewegung“ gewesen sein.
Baron wies die gegen seinen Mitarbeiter erhobenen Vorwürfe zurück. Zu keinem Zeitpunkt habe sein Mitarbeiter einer Vereinigung angehört, die während seiner Mitgliedschaft Beobachtungsobjekt des Verfassungsschutzes gewesen sei. Hennig bestätigte dies in einer ausführlichen Stellungnahme. Sein damaliges Engagement für die „Deutschland-Bewegung“ bereue er nicht, genauso wenig wie seine einstige Mitgliedschaft im Cannstatter Kreis. Er sei bereits 1998 ausgetreten, habe bis 2007 der FDP angehört und sei 2013 im Wahlkampfteam des damaligen FDP-Abgeordneten Frank Schäffler aktiv gewesen.